# Myrnam
Myrnam is een plaats (village) in de Canadese provincie Alberta en telt 362 inwoners (2006).